# Šumava
Šumava (německy Böhmerwald [ˈbøːmɐˌvalt]IPA) je rozsáhlé pohoří na hranicích Česka, Rakouska a německého Bavorska.
Pohořím prochází hlavní evropské rozvodí mezi Severním a Černým mořem. Jižní strana pohoří je podstatně příkřejší než severní, česká. Na území Šumavy se nachází mimo jiné Lipenská přehrada.

## Název
První historicky doložený název pro toto pohoří je keltský název Gabreta (Pohoří kozorohů), který uvedl v názvu pro zdejší les ve své mapě Klaudios Ptolemaios (hule Gabreta). V Čechách se pohoří označovalo za les: silva (Kosmas) či Bavorský les (Dalimilova kronika). Jméno Šumava patrně jako první použil Antonio Bonfini v roce 1565[zdroj?] ve svém latinsky psaném díle Rerum Hungaricum decades, v 17. století toto pojmenování užívali i další autoři: Pavel Stránský, Bohuslav Balbín. Název Šumava pochází od praslovanského slova šuma, což znamená hvozd, hustý les.
Německá (nikoli rakouská) strana bývá někdy také nazývána Bavorský les (Bayerischer Wald), popř. Zadní bavorský les (Hinterer Bayerischer Wald). Přední Bavorský les (Vorderer Bayerischer Wald), jehož součástí je křemenný val Pfahl, leží o něco jižněji v německém vnitrozemí, od Šumavy je oddělen údolím řeky Řezná. Jeho nejvyšším bodem je vrchol Einödriegel (1121 m). Až k hranici nicméně sahá Národní park Bavorský les (Nationalpark Bayerischer Wald) a Přírodní park Horní Bavorský les (Naturpark Oberer Bayerischer Wald).

## Geologické poměry
Šumava je jedním z nejstarších pohoří Evropy, tvoří ji horniny předprvohorního až prvohorního původu (žuly, ruly, svory, migmatity, granulity, vápence…). Geologicky patří Šumava spolu s Novohradskými horami a svými podhůřími moldanubiku, a to jeho šumavské větvi. Na severu tvoří hranici šumavského moldanubika středočeský pluton, na východě jižní cíp Třeboňské pánve, severovýchodní hranice je vedena konvenčně zhruba osou Českobudějovické pánve. Hranice na JZ běží podél drobnějších masívů moldanubického plutonu na Šumavě a kryje se zhruba se státní hranicí. Přirozeným rozhraním by mohl být šumavský zlom, probíhající ve směru SZ – JV jihozápadně od vrcholové části Šumavy již mimo území Česka patrně související s šumavským hlubinným zlomem indikovaným geofyzikálně.
V metamorfitech šumavského moldanubika lze vyčlenit dvě série hornin, které se liší svým horninovým obsahem. Jsou to série jednotvárná a pestrá. Někdy bývá odlišována ještě svorová série Královského hvozdu, ale ta představuje jen úseky slaběji metamorfované a nikoli stratigraficky mladší.
Jednotvárná série buduje převážnou část šumavského moldanubika – vyskytuje se v okolí Kašperských Hor, Volyně, Vimperka, Volar, Prachatic a Českého Krumlova. Je tvořena plagioklasovými pararulami, mnohde charakterizovanými střídáním břidličnatých a masívních typů hornin v malých mocnostech (cm a desítky cm). Má charakter monotónních klastických sedimentů hlubokého moře. Hlavními horninami jednotvárné série jsou biotiticko-plagioklasové a sillimaniticko-biotitické pararuly a migmatity, v menší míře muskoviticko-biotitické pararuly a dvojslídné svory. Pararuly si zachovaly sedimentární texturu (představuje původní střídání pelitů a psamitů). Charakteristickým minerálem značné části migmatitizovaných hornin je cordierit.

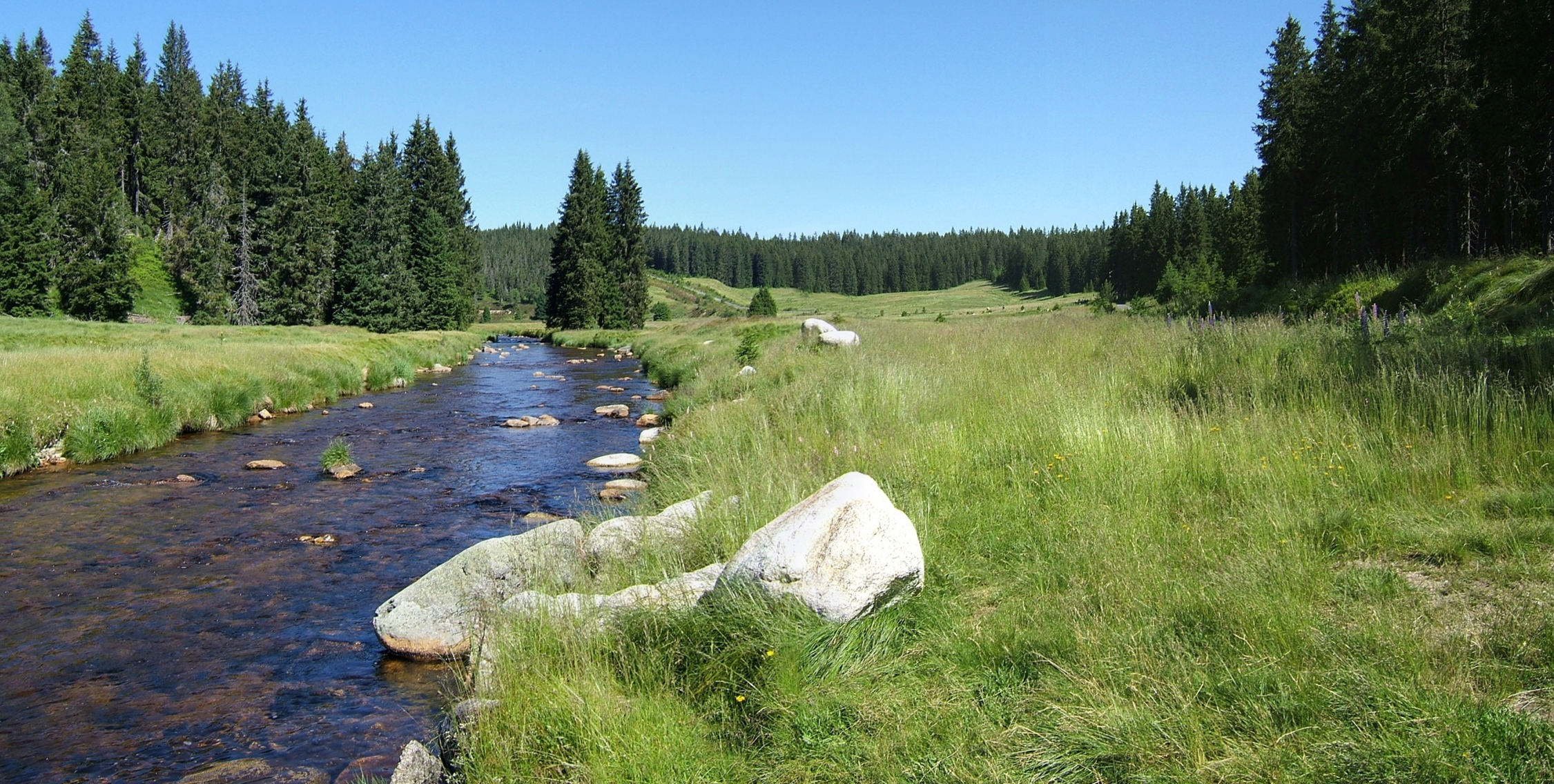
Modravské údolí

Pestrou sérii charakterizují četné polohy vložkových hornin, což svědčí o neklidnější sedimentaci v mělčím prostředí. Hlavní masa je však i zde tvořena plagioklasovými pararulami. Šumavské moldanubikum je tvořeno několika dílčími oblastmi pestré série: strážovská, sušicko-horažďovická, nezdicko-soběšická, volyňsko-vimperská a českokrumlovská. Hlavními horninami jsou biotitické, biotiticko-sillimanitické a biotiticko-cordieritické pararuly, s odchylným složením od hornin jednotvárné série. Vložky hornin pestré série tvoří krystalické vápence, erlany, granulity, eklogity, kvarcity, grafity, amfibolity a další.
Horniny jednotvárné série jsou považovány za starší, horniny pestré série za stratigraficky mladší. Pestrá série bývá rozdělována na spodní část s granulity a svrchní s karbonáty a grafitickými horninami. Nejpravděpodobnější stáří výchozích vulkano-sedimentárních sérií metamorfitů moldanubika je nejméně středně proterozoické. Lze najít a prokázat nejméně dvě stádia metamorfních přeměn: metamorfóza dalradského typu (kadomská) a metamorfóza typu Abukuma (hercynská).
Moldanubický pluton, který je nejrozsáhlejším hercynským komplexem vyvřelých hornin v Českém masívu, má své hlavním centrum v rakouském Waldviertelu a na českém území jej tvoří několik masivů: prášilský, vyderský, masiv Plechého, masiv Želnavské hornatiny a lipenský. Hlavními horninami šumavské větve moldanubického plutonu jsou diority a křemenné diority, durbachity, porfyrický biotitický granit typu Weinsberg, freistadtský granodiorit a dvojslídný granit eisgarnský. Na hercynský plutonismus jsou vázána geneticky nebo alespoň prostorově rudná ložiska barevných a vzácných kovů (mj. zlato).

## Reliéf

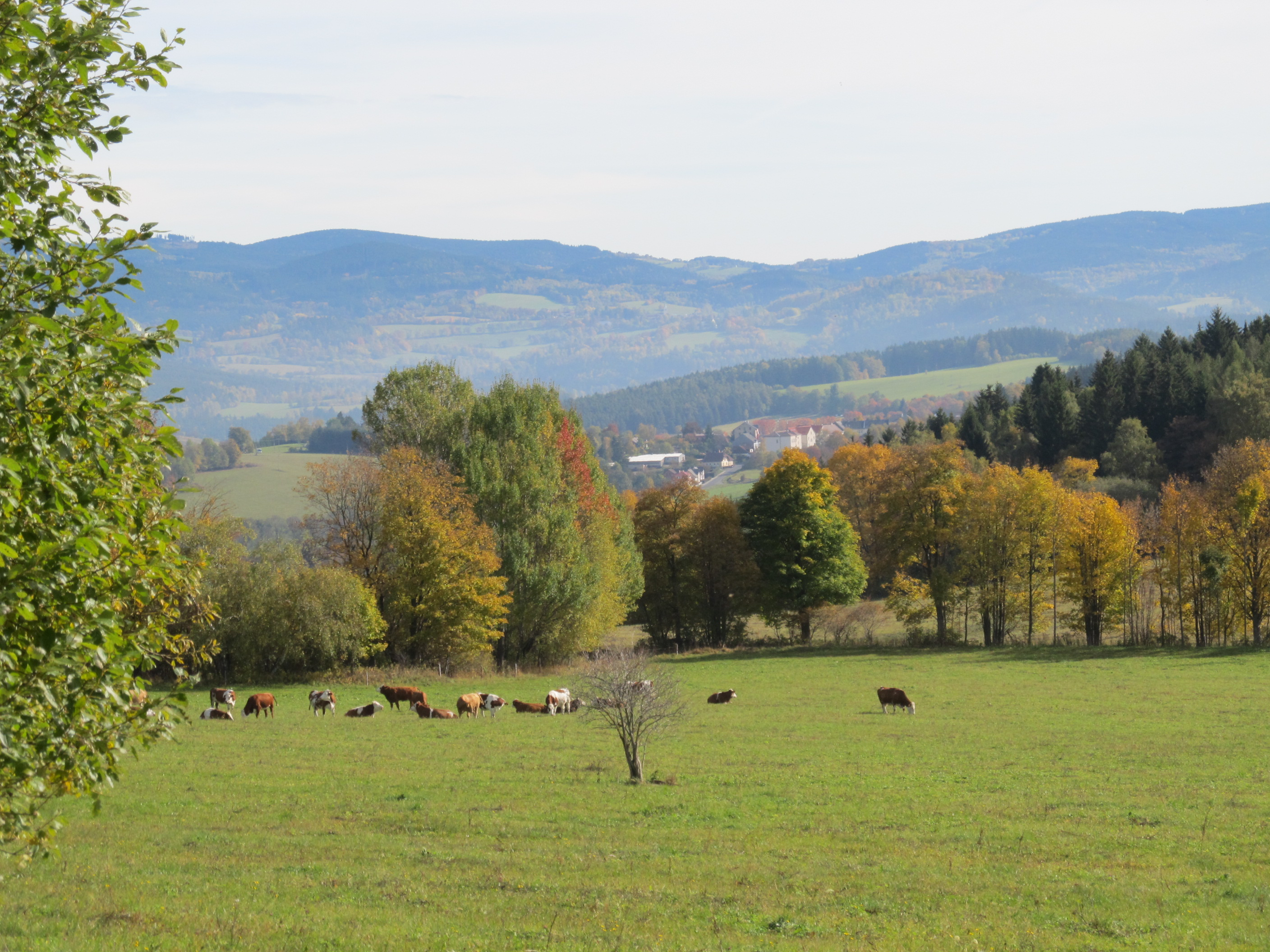
Hartmanice na hranici Šumavského podhůří a Šumavy

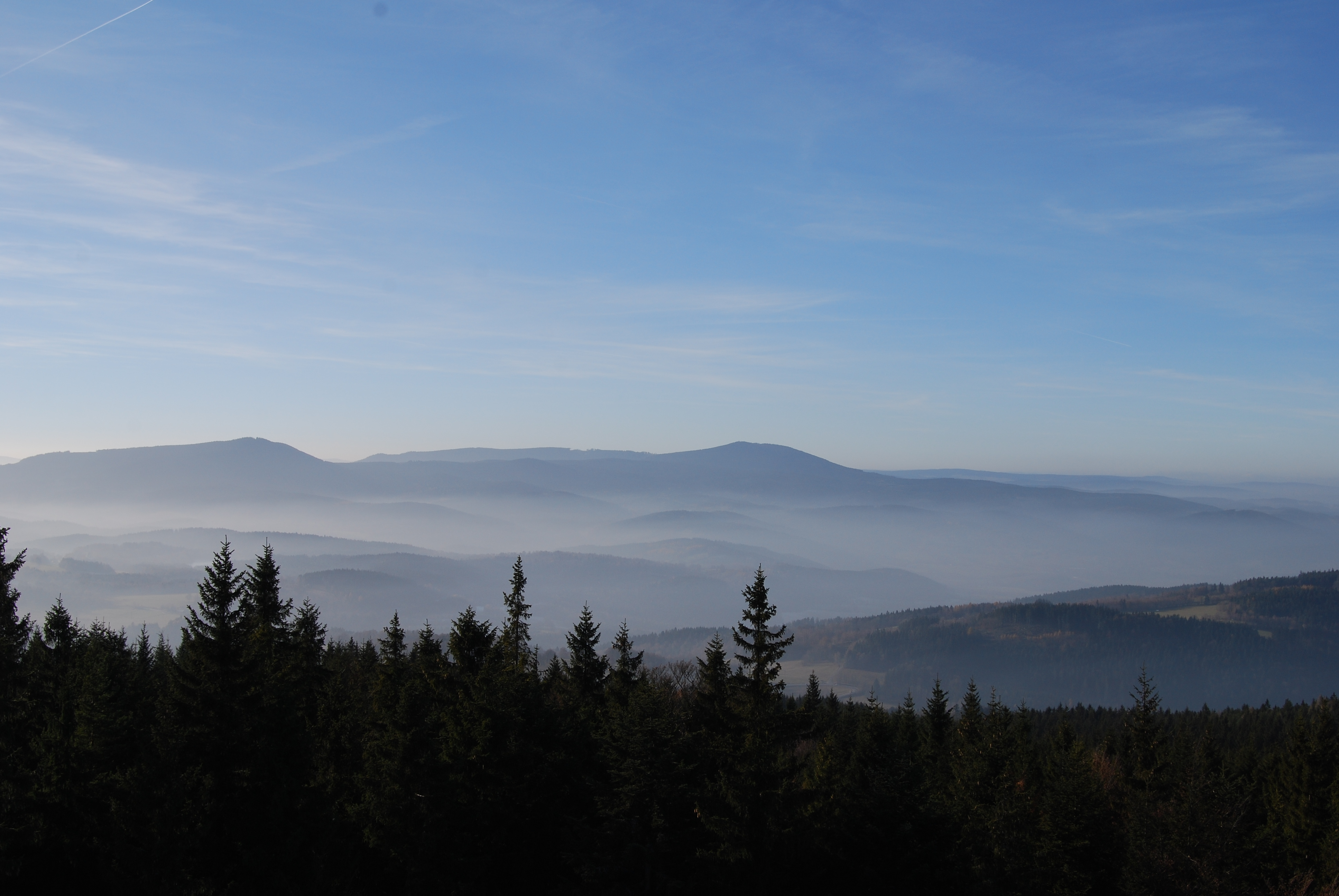
Pohled z rozhledny Libín na Boubín

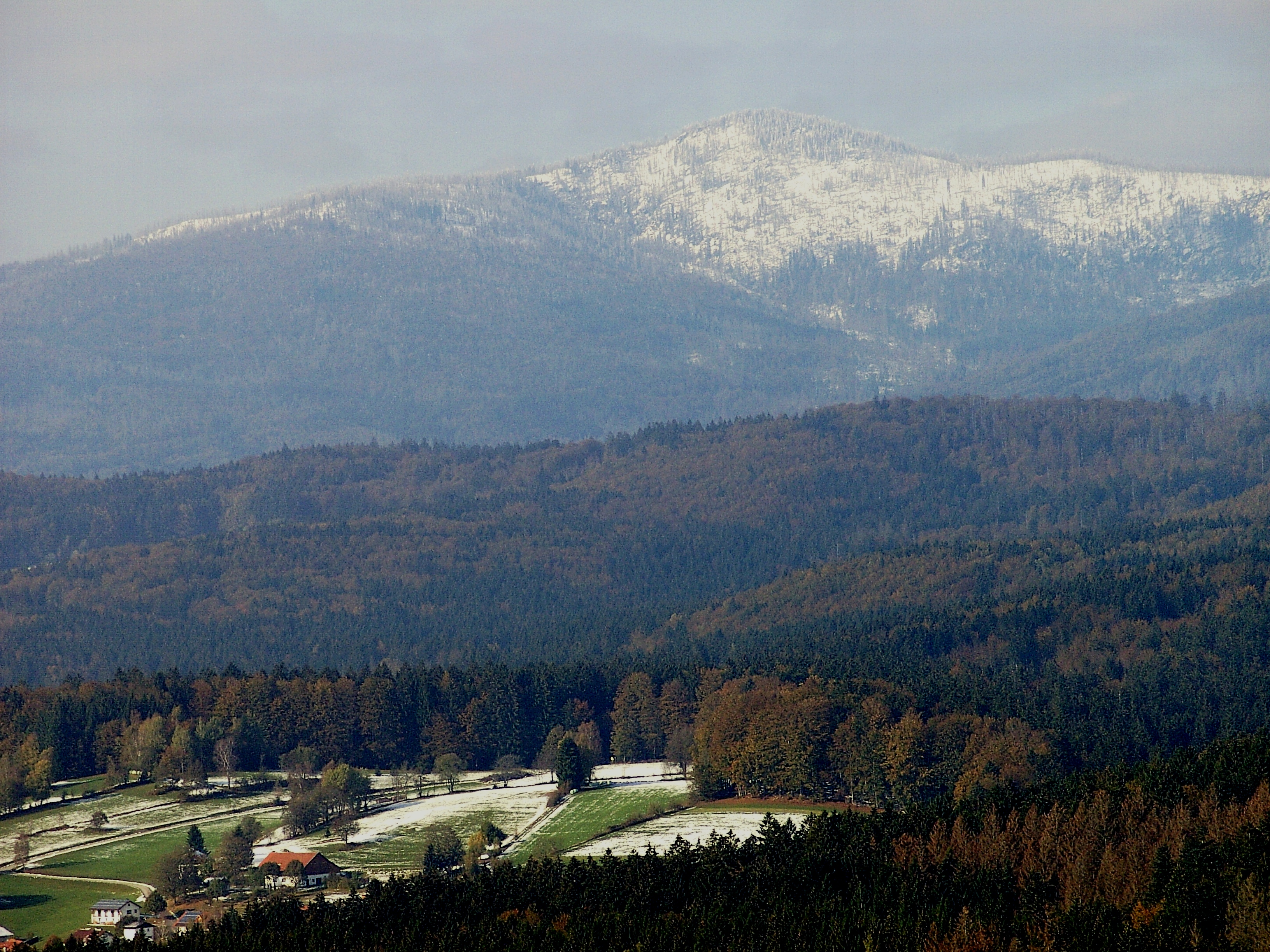
Pohled na Velký a Malý Roklan

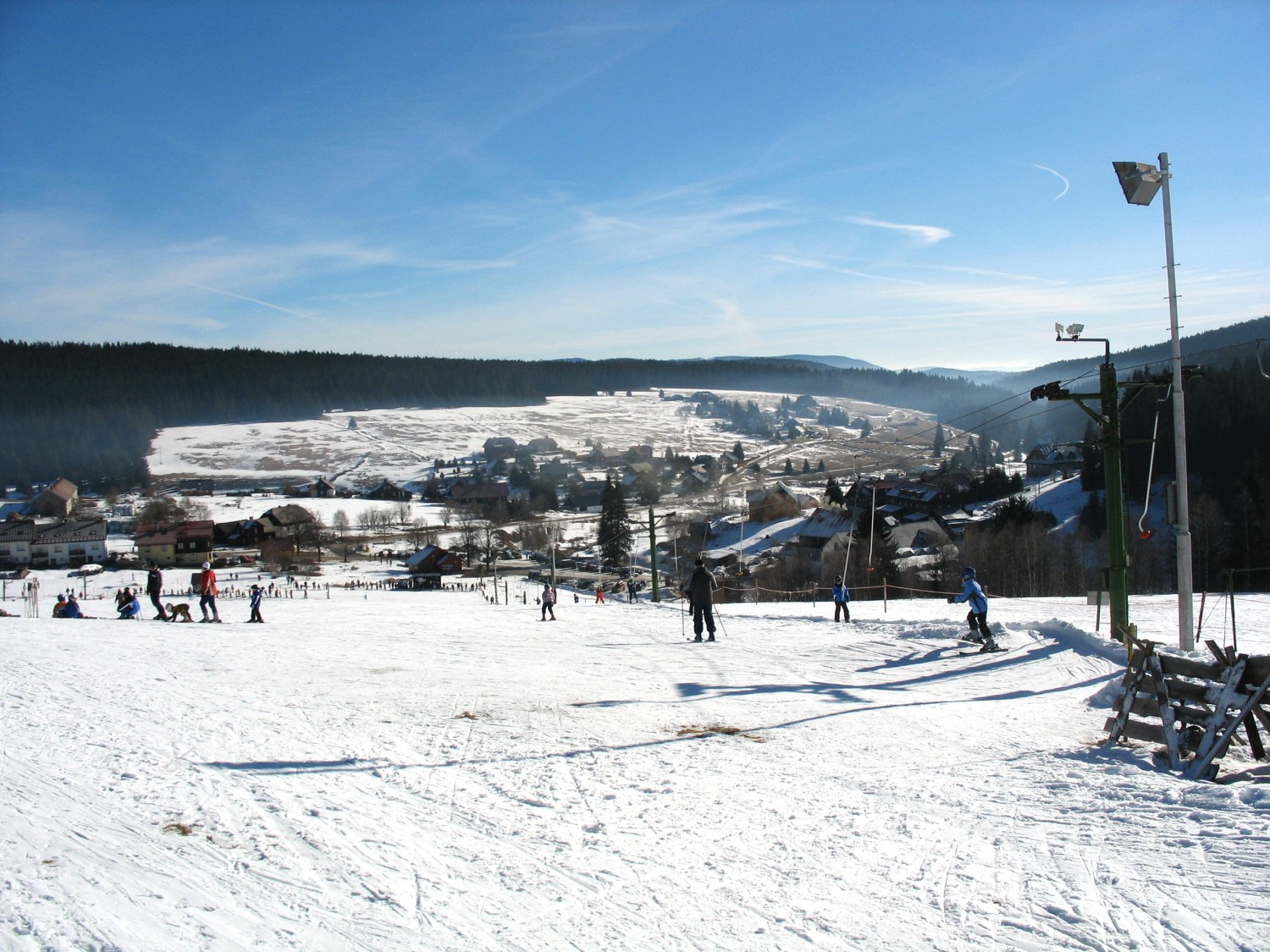
Skiareál na Šumavě

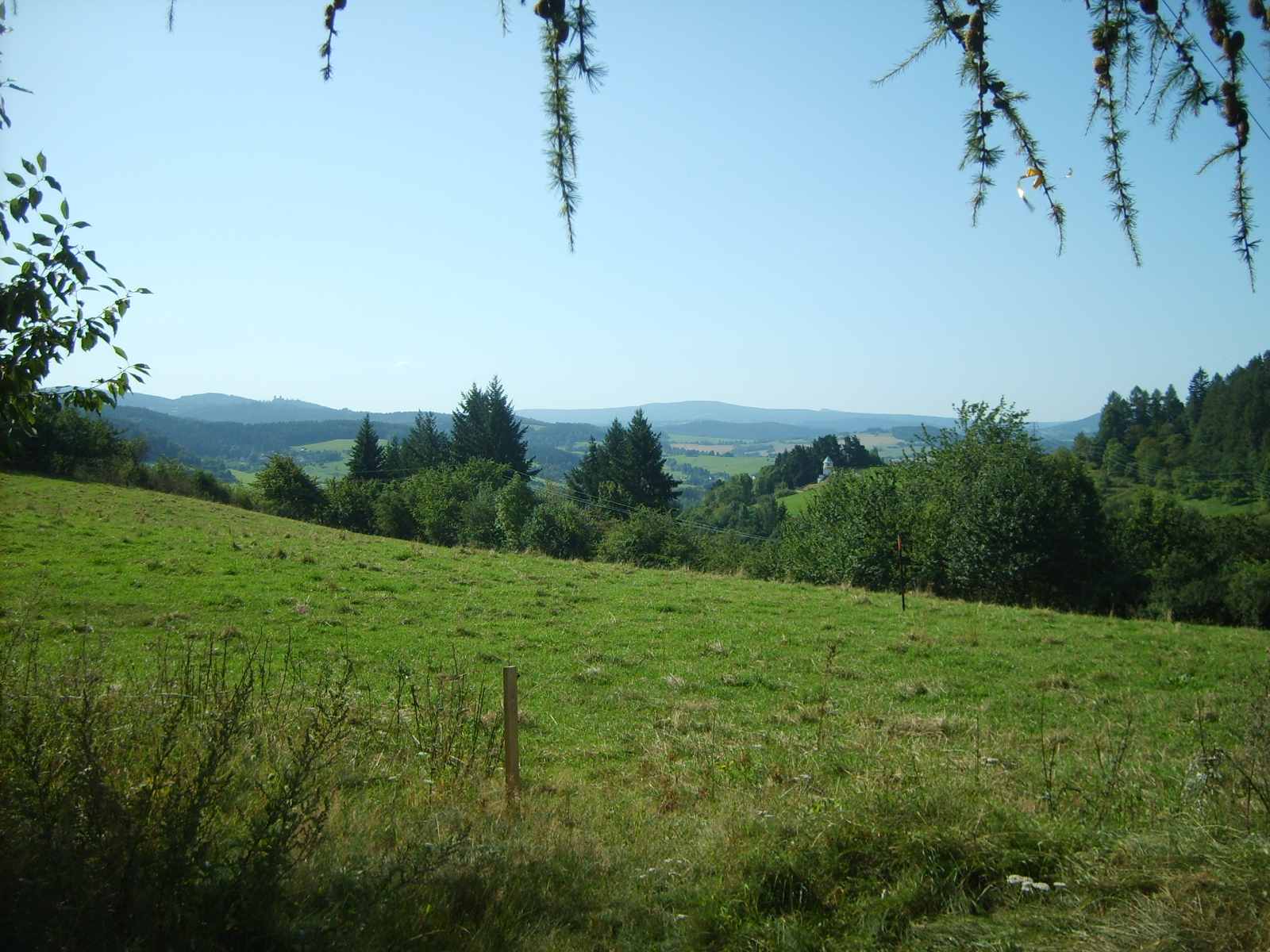
Krajina Kašperské vrchoviny

Podle geomorfologického členění Česka náleží pohoří Šumava do geomorfologické provincie Česká vysočina, do Šumavské subprovincie a do geomorfologické oblasti Šumavská hornatina. Oblast Šumavská hornatina je členěna na 4 geomorfologické celky: Šumava, Šumavské podhůří, Novohradské hory a Novohradské podhůří.
Šumava je nejvyšší částí Šumavské hornatiny. Délka protáhlého pohoří orientovaného SZ – JV činí 190 km, přičemž jako jeho přirozená hranice je bráno údolí Chodské Úhlavy na SZ a Vyšebrodský průsmyk na JV. V nejširším místě měří pás pohoří asi 45 km. Na severozápadě navazuje na Šumavu Český les, na východě její podhůří hraničí s Novohradskými horami. Šumava má charakter ploché hornatiny s poměrně příkrými jihozápadními svahy na bavorské straně, zatímco severovýchodní svahy na české straně pozvolna přecházejí do Šumavského podhůří. V oblasti nejvyššího vyzdvižení tektonické klenby porušené mladšími kernými pohyby tvoří Šumava trupové pohoří s rozsáhlými zbytky zarovnaných povrchů na náhorních plošinách a širokých hřbetech. Na rozdíl od tohoto jádra, k němuž dosud nedospěla zpětná eroze vodních toků, jsou svažující se okraje Šumavy rozčleněny hlubokými údolími a kaňony – Bílá Strž, Křemelná, Vydra, Čertova stráň na Boubínském potoce, Čertova stěna na Vltavě. Pohoří je kryto mocnými čtvrtohorními zvětralinami s četnými tvary periglaciální a místy též glaciální modelace. Geomorfologický celek Šumava má na české straně rozlohu 1671 km2, střední výšku 921,5 m n. m. a střední sklon svahů 7° 58'. Člení se do 6 geomorfologických podcelků: Šumavské pláně, Železnorudská hornatina, Trojmezenská hornatina, Boubínská hornatina, Želnavská hornatina a Vltavická brázda.
Kompletní geomorfologické členění české části Šumavy uvádí následující tabulka:
| Geomorfologické členění Šumavy                                                       | Geomorfologické členění Šumavy | Geomorfologické členění Šumavy                                                                                     |
| ------------------------------------------------------------------------------------ | ------------------------------ | --- |
| ČESKÁ VYSOČINA • Šumavská subprovincie • Šumavská hornatina                          |                                | |
| ŠUMAVSKÉ PLÁNĚ                                                                       | Kochánovské pláně              | Javorensko-vysocký hřbet (Javorná, 1090 m) Zhůřské pláně (Nad Šmauzy, 1068 m)                                      |
| ŠUMAVSKÉ PLÁNĚ                                                                       | Kvildské pláně                 | Prášilské pláně (Poledník, 1315 m) Modravské pláně (Tetřev, 1260 m) Roklanské pláně (Blatný vrch, 1376 m)          |
| ŠUMAVSKÉ PLÁNĚ                                                                       | Javornická hornatina           | nečlení se (Javorník, 1067 m)                                                                                      |
| ŠUMAVSKÉ PLÁNĚ                                                                       | Svojšská hornatina             | nečlení se (Huťská hora, 1188 m)                                                                                   |
| ŠUMAVSKÉ PLÁNĚ                                                                       | Knížecí pláně                  | Lipecké pláně (Výška, 1118 m) Novosvětské pláně (Obrovec, 1164 m) Stráženské pláně (Žlíbský vrch, 1133 m)          |
| ŽELEZNORUDSKÁ HORNATINA                                                              | Debrnická hornatina            | nečlení se (Plesná, 1338 m)                                                                                        |
| ŽELEZNORUDSKÁ HORNATINA                                                              | Královský hvozd                | nečlení se (Jezerní hora, 1344 m)                                                                                  |
| ŽELEZNORUDSKÁ HORNATINA                                                              | Pancířský hřbet                | Můstecký hřbet (Můstek 1235 m) Prenetský hřbet (Prenet, 1071 m) Hojsovostrážská hornatina (Můstek Z I, 1006 m)     |
| TROJMEZENSKÁ HORNATINA                                                               | Stožecká hornatina             | Radvanovická vrchovina (Žlebský kopec, 1080 m) Stráženská kotlina (850 m) Stožecká kotlina (850 m)                 |
| TROJMEZENSKÁ HORNATINA                                                               | Plešská hornatina              | Plešský hřbet (Plechý, 1378 m) Jelenská vrchovina (Jelenská hora, 1069 m)                                          |
| TROJMEZENSKÁ HORNATINA                                                               | Novopecká kotlina              | nečlení se (Šešovec, 899 m)                                                                                        |
| TROJMEZENSKÁ HORNATINA                                                               | Vítkovokamenská hornatina      | Výtoňská hornatina (Vítkův kámen, 1035 m) Pasečenská kotlina (830 m) Hraničenská vrchovina (Mezileský vrch, 884 m) |
| TROJMEZENSKÁ HORNATINA                                                               | Lučská hornatina               | Lipenská vrchovina (Kaliště, 993 m) Loučovická hornatina (Hvězdná, 1012 m)                                         |
| BOUBÍNSKÁ HORNATINA                                                                  | Boubínský hřbet                | nečlení se (Boubín, 1362 m)                                                                                        |
| BOUBÍNSKÁ HORNATINA                                                                  | Včelenská hornatina            | nečlení se (Kupa, 1044 m)                                                                                          |
| ŽELNAVSKÁ HORNATINA                                                                  | Knížecí hornatina              | Chlumská hornatina (Knížecí stolec, 1236 m) Špičácká část (Špičák, 1223 m)                                         |
| ŽELNAVSKÁ HORNATINA                                                                  | Křišťanovská vrchovina         | Skalinská hornatina (1040 m) Arnoštovká pahorkatina (920 m)                                                        |
| VLTAVICKÁ BRÁZDA                                                                     | Hornovltavická brázda          | nečlení se (846 m)                                                                                                 |
| VLTAVICKÁ BRÁZDA                                                                     | Dolnovltavická brázda          | nečlení se (790 m)                                                                                                 |
| PROVINCIE • Subprovincie • Oblast / Celek / PODCELEK • Okrsek • Podokrsek • (vrchol) |                                | |

## Nejznámější šumavské hory

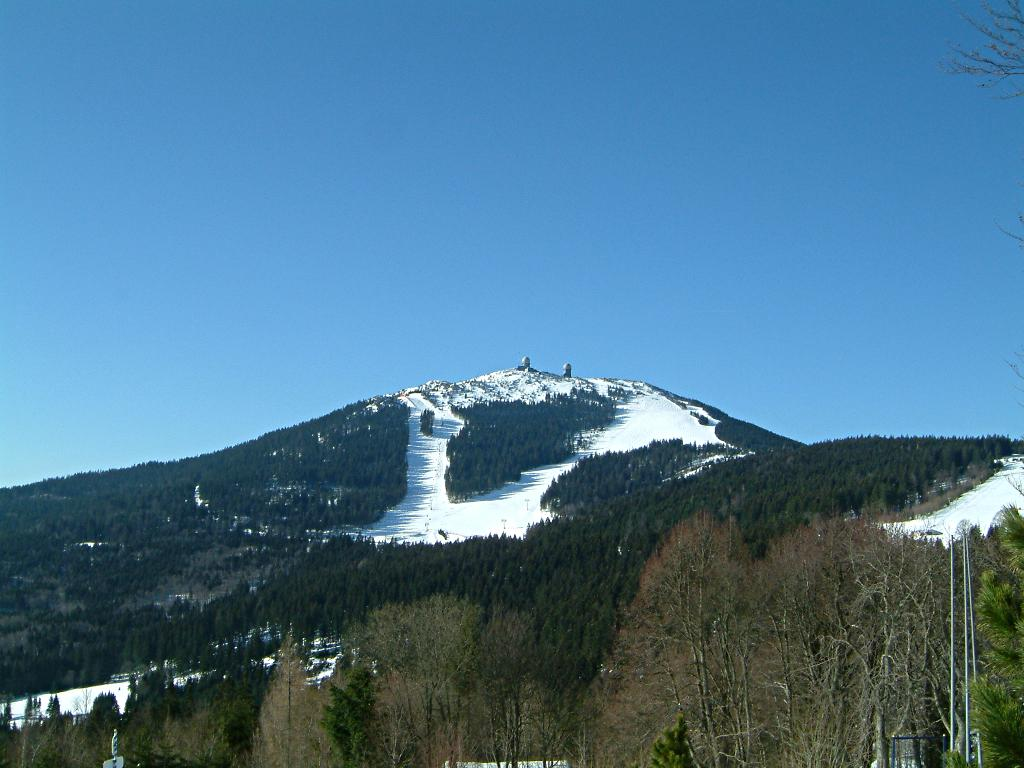
Velký Javor (1456 m n. m.)

Nejvyšší horou Šumavy je Velký Javor (Großer Arber) v Německu (1456 metrů), na české straně hranice je to Plechý (1378 metrů) ležící v geomorfologickém okrsku Plešská hornatina. Plechý je zároveň i nejvyšší horou rakouské Šumavy.
- Velký Javor (1456 m)
- Roklan (1453 m)
- Plechý (1378 m)
- Luzný (1373 m)
- Boubín (1362 m)
- Jezerní hora (1344 m)
- Smrčina (1338 m)
- Svaroh (1334 m)
- Černá hora (1316 m)
- Poledník (1315 m)
- Třístoličník (1302 m)
- Ostrý (1292 m)
- Pancíř (1214 m)
- Špičák (1202 m)
- Javorník (1067 m)

Nejvyšší hory Šumavy jsou Velký Javor (1456 m), Roklan (1453 m), Malý Roklan (1399 m), Malý Javor (1384 m) a Plechý (1378 m). Další nejvyšší hory obsahuje Seznam třináctistovek na Šumavě.
Největší prominenci ze všech šumavských hor mají Velký Javor (1031 m), Plechý (508 m), Roklan (496 m), Knížecí stolec (434 m), Schwarzriegel (389 m), Boubín (368 m), Smrčina (321 m) a Jezerní hora (309 m). Další nejprominentnější hory obsahuje Seznam vrcholů na Šumavě podle prominence.

## Podnebí

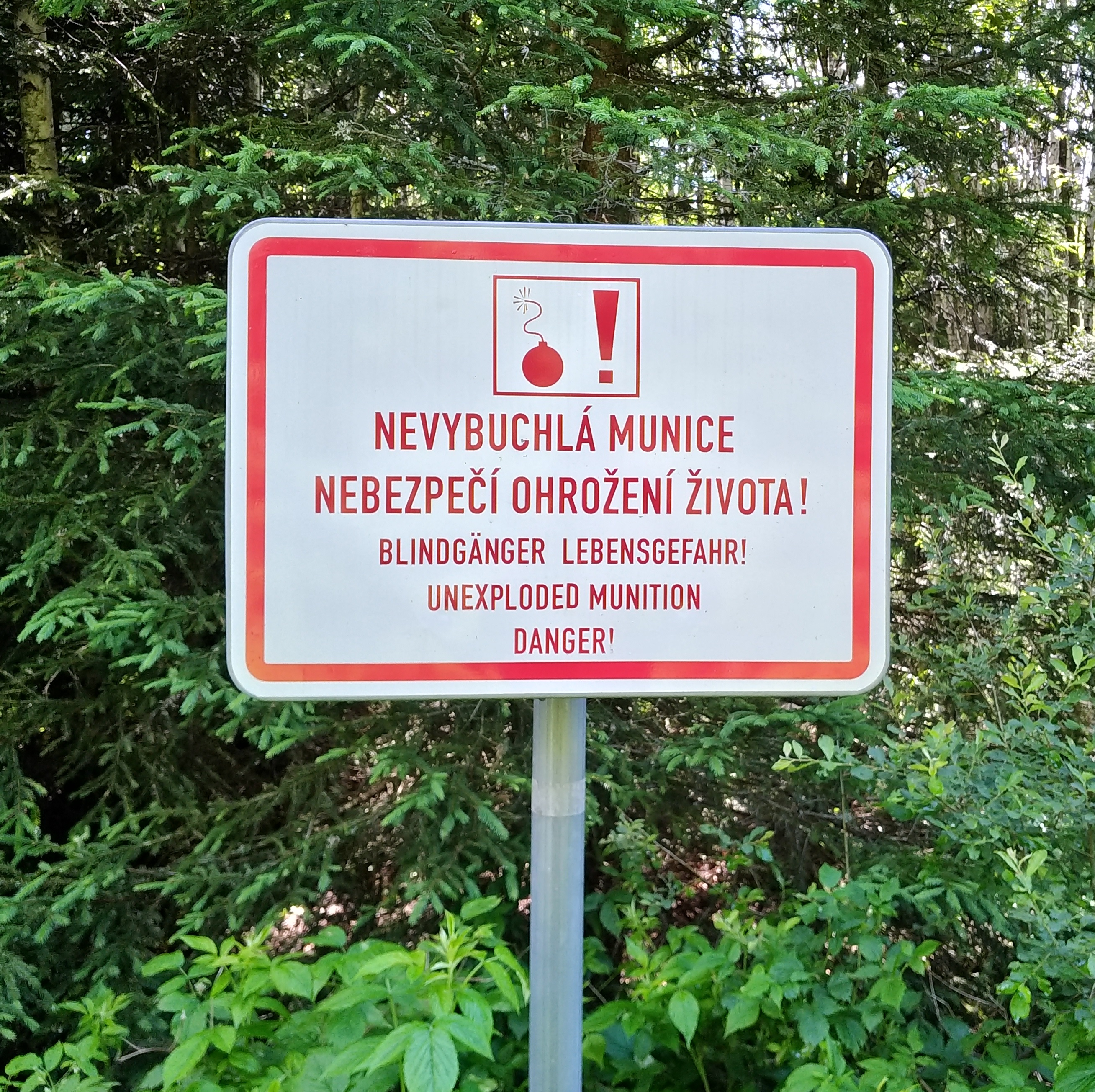
Na Šumavě se nacházela ostře střežená hranice s Bavorskem. Dodnes zde z období Studené války zůstalo velké množství nevybuchlé munice a min.

V oblasti Šumavy se průměrné roční teploty pohybují v závislosti na nadmořské výšce od 6 °C (v 750 m n. m.) do 3 °C (ve 1200–1300 m n. m.). Výjimku tvoří některé inverzní lokality – např. údolí Vltavy od Horní Vltavice až k Lipnu a lokality v oblasti Plání (Jezerní slať, Horská Kvilda, slatě jihozápadně od Modravy). Průměrná roční teplota oblasti Jezerní slatě tak činí pouhé 2 °C a absolutní šumavské minimum ze stejného místa činí −41,6 °C (1987). Teplotní maximum bylo zaznamenáno ve Vyšším Brodě a činilo 36,8 °C (1983).
Relativní vlhkost vzduchu se pohybuje v průměru kolem 80 %. Po celý rok převládá západní až jihozápadní směr větru. Na jaře se občas vyskytuje severní a na podzim také jižní směr proudění.
V nejvíce exponovaných místech vrcholů hor na hraničním hřebenu dosahují roční úhrny srážek až 1600 mm. Nejnižší úhrn srážek 800–900 mm mají severovýchodní okraje pohoří.

## Vodstvo

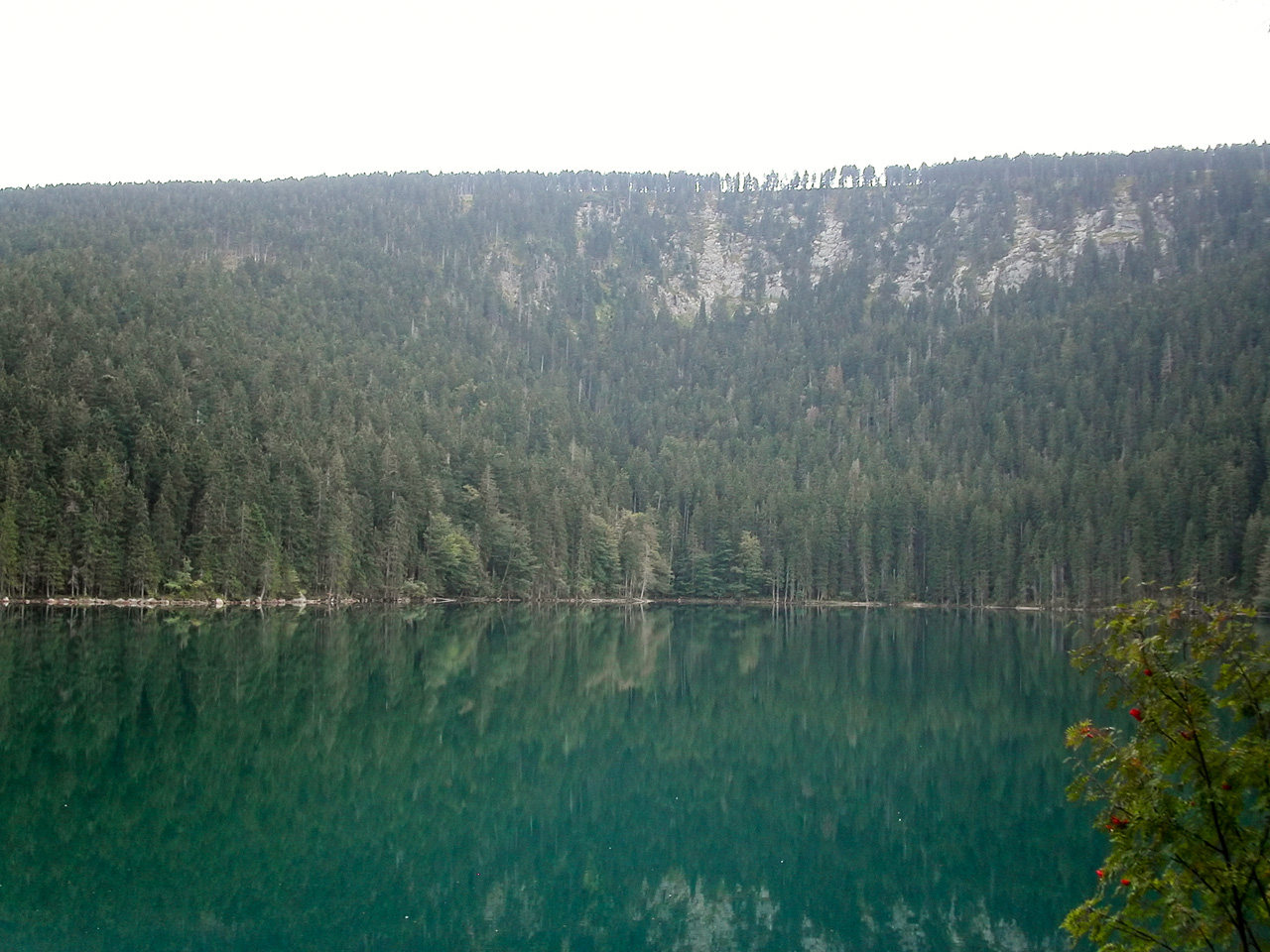
Černé jezero

Po plochých šumavských hřbetech probíhá hlavní evropské rozvodí mezi mořem Severním a Černým. Pohoří je prameništěm několika významných řek – např. Vltavy, Otavy, Úhlavy, Blanice, Volyňky náležející do povodí Severního moře a Řezné, Ilzu, Grosse Mühl v povodí Černého moře.
Na Šumavě se vyskytují ledovcová, rašelinná a antropogenní jezera.
Specifickým jevem jsou zde přirozená ledovcová jezera v nadmořské výšce kolem 1000 m.

### Seznam šumavských ledovcových jezer
- Plešné jezero,
- Roklanské jezero,
- Prášilské jezero,
- Velké Javorské jezero,
- Malé Javorské jezero,
- Tiché jezero (Stiller See)
- Čertovo jezero,
- Černé jezero,
- jezero Laka.

## Ochrana životního prostředí

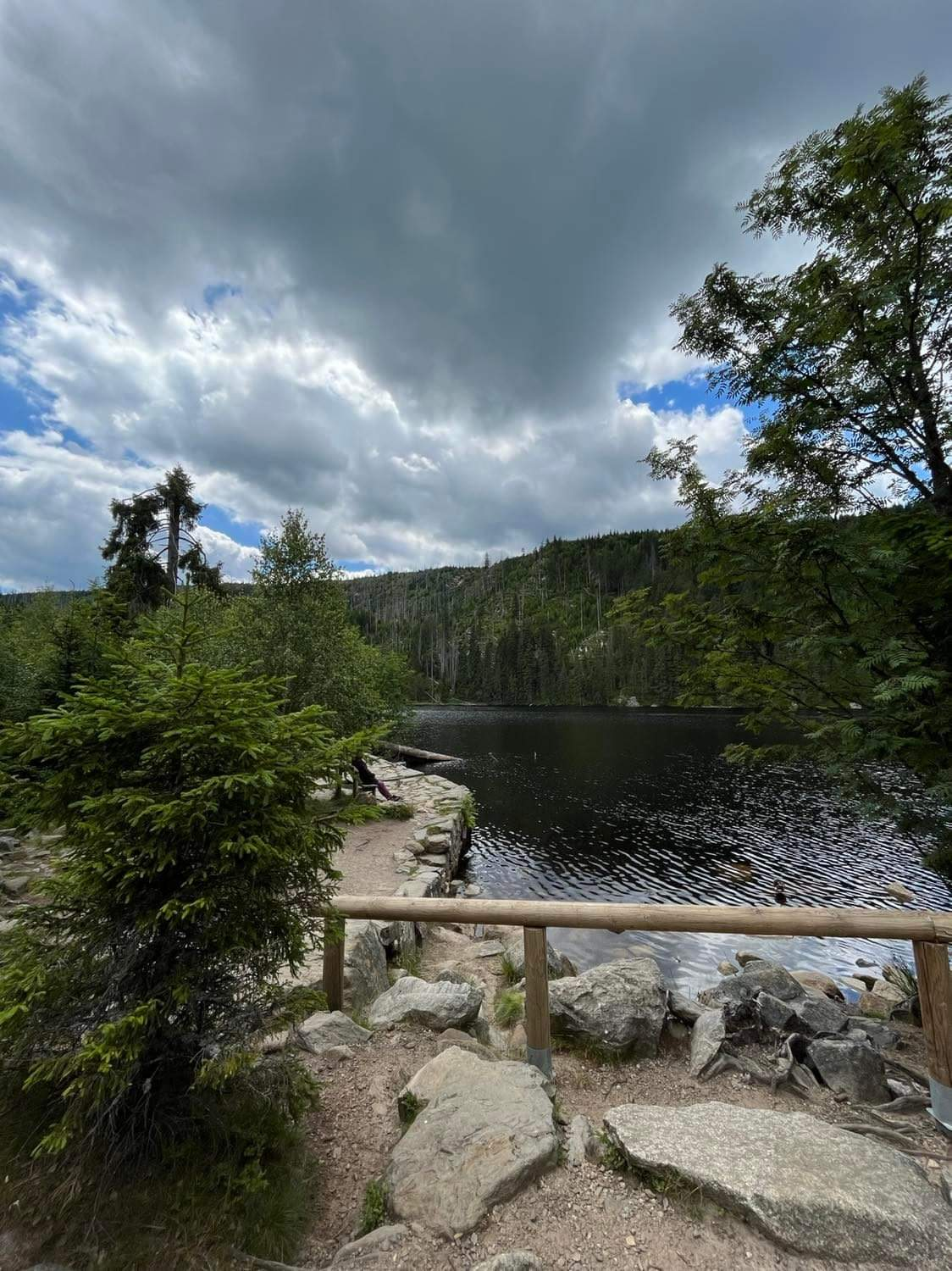
Šumavská scenérie

Národní park Šumava a NP Bavorský les (tmavší zelená) a CHKO Šumava (světlejší zelená)

Centrální části Šumavy/Bavorského lesa jsou dnes chráněny jako národní parky. Společně tvoří jeden z nejznámějších a s celkovou plochou více než 900 km² i jeden z nejrozsáhlejších bilaterálních národních parků (NP) Evropy.
Na české straně Šumavy byla v roce 1963 zřízena Chráněná krajinná oblast Šumava. Její nejvzácnější partie, pro které byl schválen přísnější režim ochrany, byly v roce 1991 prohlášeny za Národní park Šumava (68 064 ha), ze zbytku původní CHKO se zároveň v podstatě stalo ochranné pásmo nového národního parku s rozlohou 99 624 ha se zvláštním statusem mezi českými CHKO. Na německé straně byl roku 1970 vyhlášen Národní park Bavorský les.

### Biosférická rezervace UNESCO
Od roku 1990 je území Šumavy o rozloze 167 000 ha chráněno jako Biosférická rezervace UNESCO.

### Ramsarská lokalita Šumavská rašeliniště
Na seznamu mokřadů mezinárodního významu podle Ramsarské úmluvy je zapsána Ramsarská lokalita Šumavská rašeliniště o rozloze 10 225 ha.

### Evropsky významná lokalita Šumava
Evropsky významná lokalita Šumava (kód CZ0314024) v rámci soustavy Natura 2000 byla vyhlášena nařízením vlády č. 132/2005 Sb. Má rozlohu 171925,2166 ha. Zahrnuje celé území NP Šumava, většinu území CHKO Šumava, část národní přírodní památky Blanice a Kochánovské pláně. Předmětem ochrany je výskyt srpnatky fermežové, hořečka českého, perlorodky říční, střevlíka Ménetriesova, mihule potoční, vranky obecné, vrápence malého, netopýra velkého, vydry říční a rysa ostrovida.

### Významné ptačí území Šumava
Šumava byla vyhlášena jako významné ptačí území, které zahrnuje dvě ptačí oblasti v rámci soustavy Natura 2000, a to ptačí oblast Šumava a ptačí oblast Boletice.

#### Ptačí oblast Šumava
Ptačí oblast Šumava (kód CZ0311041) byla vyhlášena nařízením vlády č. 681/2004 Sb. Má rozlohu 97492,9858 ha. Zahrnuje celé území NP Šumava a část území CHKO Šumava. Ptačí oblast byla vyhlášena za účelem ochrany populace čápa černého, datla černého, datlíka tříprstého, chřástala polního, jeřábka lesního, kulíška nejmenšího, sýce rousného, tetřeva hlušce a tetřívka obecného. Vyskytuje se zde i jeřáb popelavý.

#### Ptačí oblast Boletice
Ptačí oblast Boletice (kód CZ0311040) byla vyhlášena nařízením vlády č. 19/2005 Sb. Má rozlohu 23565,2157 ha. Ptačí oblast byla vyhlášena za účelem ochrany populace chřástala polního, kulíška nejmenšího, jeřábka lesního, datlíka tříprstého a skřivana lesního.

## Průmysl

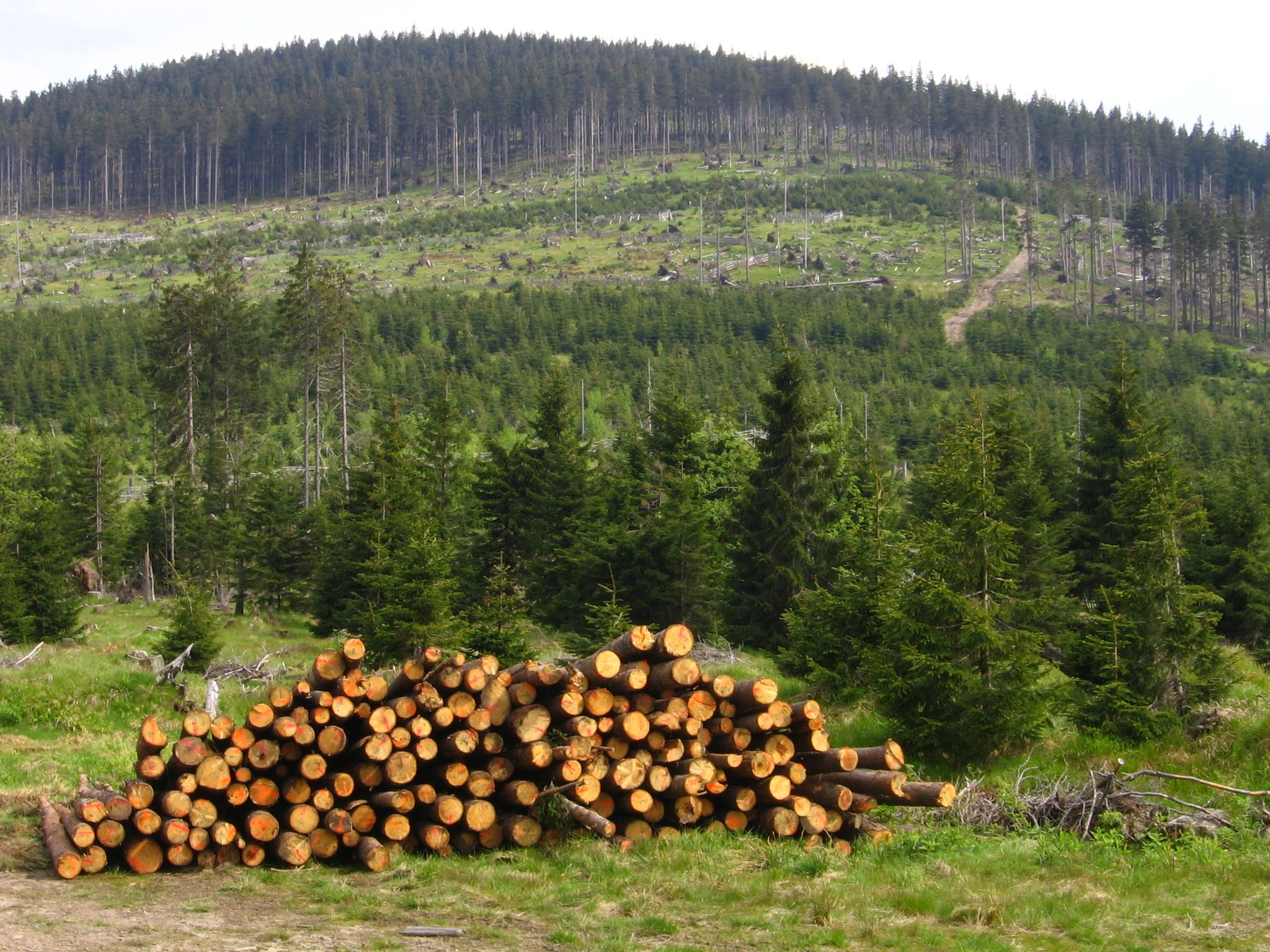
Les poškozený kůrovcem a paseky po následné těžbě

V minulosti rýžování a těžba zlata v povodí Otavy a jejích přítoků, v okolí Kašperských Hor a Rejštejna, těžba stříbra, těžba železné rudy u Dešenic, Nýrska a na Železnorudsku, těžba tuhy v Černé v Pošumaví, těžba a zpracování dřeva a naleziště křemitého písku. Dobývání zlata dolováním a rýžováním probíhalo především v Kašperských Horách a u Zlatého potoka. Nejmladší báňské práce v zdejším zlatonosném revíru pochází z počátku 19. a 20. století. Dnes jsou některé štoly z období středověku částečně volně přístupné turistům. Rýžoviště v okolí Kašperských Hor byla pravděpodobně k povrchovému dobývání zlata využívána již Kelty. Díky nerostnému bohatství zde vznikaly sklárny (Sklenářova Lhota na Vimpersku, Vimperk, Annín, Lenora), výroba brýlí, strojírny, koželužny, textilní výroba (Vimperk, Klatovy a Prachatice), výroba dřevotřískových desek a zápalek (Volary, SOLO Sušice).